# 黃條葉蚤
黃條葉蚤（学名：Phyllotreta striolata）又名黄曲条跳甲，为金花蟲科菜葉蚤屬下的一个种。是十字花科蔬菜的主要害虫。